# Abarema langsdorfii
Abarema langsdorfii és una espècie de llegum del gènere Abarema de la família Fabaceae.
La planta es troba a l'ecoregió de la Mata Atlàntica, al sud-est del Brasil.